# Schloss Wolfsegg (Massing)

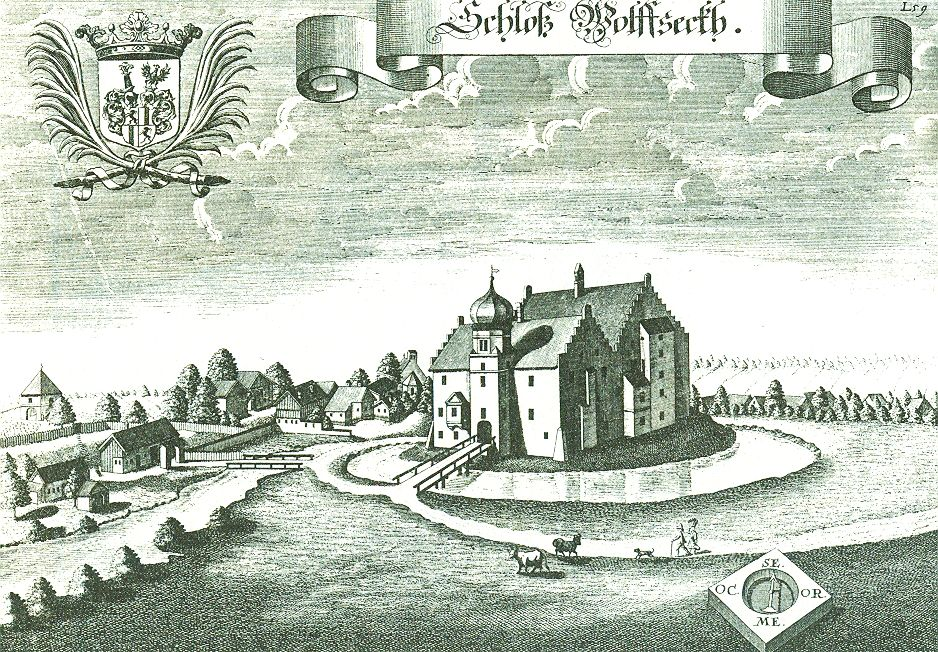
Schloss Wolfsegg in Massing nach einem Stich von Michael Wening von 1721

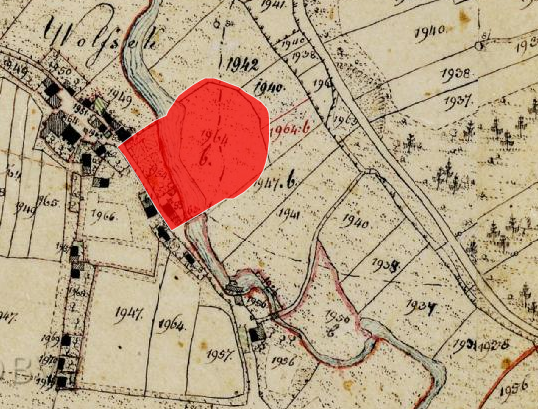
Lageplan von Schloss Wolfsegg (Massing) auf dem Urkataster von Bayern

Das abgegangene Schloss Wolfsegg lag im gleichnamigen heutigen Gemeindeteil der niederbayerischen Gemeinde Massing im Landkreis Rottal-Inn von Bayern. Die Anlage wird als Bodendenkmal unter der Aktennummer D-2-7541-0022 mit der Beschreibung „verebneter Wasserburgstall des späten Mittelalters und der frühen Neuzeit (‚Schloß Wolfsegg‘) mit Ökonomiegebäude und barocker Gartenanlage“ geführt. 

## Geschichte
1320 waren die Trennbecks im Besitz von Wolfsegg. Genannt werden 1379 Konrad Trenbeck von Wolffeckh und 1385 Catharina de Threnbach in Wolfsegg et familia. Auf die Trenbecks folgten die Jahensdorffer: N. Jahenstorffer war mit Margarete, Tochter des Conrad Trennbeck zu Wolfsegg, vermählt. 1461 nannte Wilhelm Jahensdorffer den Trennbecken als seinen Vorvorderen. 1401 ist ein Friedrich Jahenstorfer zu Wolfseck genannt. Am 15. Mai 1410 kommt eine Nachricht von Harprecht der Jahensdorffer zu Wolfsegg und am 8. Oktober 1422 werden die Lehen des verstorbenen Wilhalm Jahenstorfer zu Wolfsegg urkundlich erwähnt.
Danach waren die Gästl im Besitz von Wolfsegg. 1427 wird Wilhalm Gästl zu Wolfseck genannt, ebenso am 14. April 1428 und am 17. Juni 1434. 1455 erscheint dann ein Hanns Maroltinger zu Wolfsegk; auch in der Landtafel werden die Maroltinger 1470 erwähnt. 1506 erhielt Rudolf Maroltinger, Pfleger von Ötting aus der Hand des Herzogs Albrecht die beiden Sitze Geratskirchen und Wolfseck. Rudolf scheint keine männlichen Nachkommen hinterlassen zu haben, denn nach seinem Tod wurde 1515 sein Vetter Hans Maroltinger zu Getzersdorf in Niederösterreich mit beiden Sitzen belehnt. 1560 wird Wolfsegg eine beschlossene Hofmarch. Mit dem Wolf Dietrich Maroltinger starb dieses Geschlecht 1636 im Mannesstamm aus.
Maria Jakobe Maroltinger hatte sich 1638 mit Johann Ulrich Mandl von Deutenhofen vermählt und Wolfsegg ging deshalb an die Mädls über. Vom 24. Februar 1637 stammt ein Lehensrevers für Johann Mändl aus dem Geschlecht der Grafen von Ortenburg und von und zu Deutenhoven für die beiden Sitze Wolfsegg und Geratskirchen. Nach seinem Tod am 12. August 1666 erhielt das herzogliche Lehen zu Geratskirchen und Wolfsegg dessen Sohn Hans Ulrich, Regimentsrat zu Straubing. Kurfürst Max Emmanuel verlieh 1686 nach dem Ableben des Hans Ulrich dessen Sohn Anton Josef Adam Mändl, Freiherr von und zu Deutenhoven, Herr von Münchsdorf, Wolfsegg, Waldberg, Regenpeilstein und Geratskirchen die herzoglichen Sitze zu Geratskirchen und Wolfsegg. Von Joseph Anton Adam Mändl gingen die Besitzungen 1726 auf dem Kaufweg an Maria Caroline Charlotte von Spreti, geb. von Ingenheim über. Ein entsprechender landesherrlicher Konsens ist im Lehensbuch vom 12. September 1729 vermerkt.
Spätestens 1752 wird die Hofmark geteilt, wobei ein Teil an die Vieregg gekommen ist. 1760 scheinen hier auch die Kammerloher hier auf. Am 23. Dezember 1778 wurde wieder ein Nachkomme aus dem Hause der Herren von Mändl mit dem kurfürstlichen morolingischen Lehen zu Geratskirchen und Wolfsegg belehnt. Franz Nono Adam Freiherr von Mändl war bereits 64 Jahre alt, als ihm Kurfürst Karl Theodor die beiden Hofmarken übertrug. 1783 verschied Adam Mändl. In den Hofmarksbeschreibungen von 1780 werden in der von Geratskirchen und Wolfsegg nun die Arco genannt. Wolfsegg erscheint als kurfürstliches Ritterlehen und 1808 als Allod.
1803 ist Wolfseck dem Gericht Eggenfelden inkorporiert. Dabei werden Wolfsegg I und II unterschieden: Wolfsegg I ist die patrimonialgerichtliche Gemeinde und Wolfsegg II die landgerichtliche Gemeinde. 1818 ist Massing der zuständige Steuerbezirk. Am 5. Mai 1820 werden als Inhaberinnen der Gerichtsherrschaft Wolfsegg (Patrimonialgericht II. Klasse) die Gräfin von Leyden und die Freifrau von Wittmann, geborene Gräfin Arco, genannt. 1848 geht die Patrimonialgerichtsbarkeit an den Staat über. Mit Anordnung vom 8. Dezember 1851 bzw. 12. Januar 1852 werden beide Gemeinden vereinigt. 1964 ist Wolfsegg eine Gemeinde des Landkreises Eggenfelden. 1971 erfolgte die Gemeindezusammenlegung von Wolfsegg mit Massing.

## Schloss Wolfsegg einst und jetzt
Das Schloss lag nahe der Bina. Nach dem Kupferstich von Michael Wening von 1721 war das Schloss eine von einem Wassergraben umschlossene Niederungsburg. Der Schlossbau bestand aus zwei aneinandergebauten dreigeschossigen Häusern mit Satteldach und Treppengiebeln. Das Schloss war über eine Brücke erreichbar und der Zugang erfolgte über einen dem vorderen Schlosstrakt vorgeblendeten Torturm mit barocker Zwiebelhaube. Der hintere Wohnbau dürfte als festes Haus den mittelalterlichen Kern des Schlosses darstellen, der Trakt mit dem Torturm scheint jüngeren Datums zu sein.
Zwischen 1813 und 1820 wurde die Anlage bis auf ein orographisch rechts der Bina gelegenes Wirtschaftsgebäude und die barocke Gartenanlage abgebrochen. Von dem Schloss ist heute nichts mehr erhalten, die Lagestelle ist aber bekannt und liegt 675 m nordwestlich vom Burgstall Schernegg. Auf einem Luftbild ist ein Teil der ehemaligen Wassergräben zu erkennen. Es zeigt einen äußeren halbrunden Graben, der mit beiden Enden in die Bina mündet, sowie einen inneren rechteckigen Graben mit verrundeten Ecken, der die runde Burginsel umschließt. Der äußere Graben wurde bereits zu Wenings Zeiten verebnet und verfüllt und wurde nicht mehr bildlich festgehalten. Diese bauliche Veränderung der Anlage ist vermutlich noch vor 1700 erfolgt, vielleicht gleichzeitig mit dem Anbau des vorderen Gebäudeflügels und dem Um- und Ausbau zu einem wohnlichen Schloss. Damit ging die Wehrhaftigkeit der Anlage zum Gutteil verloren.